# Louis Mouillard

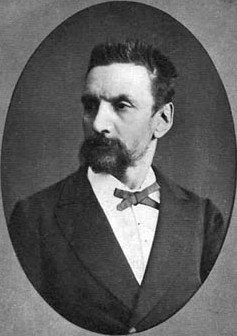

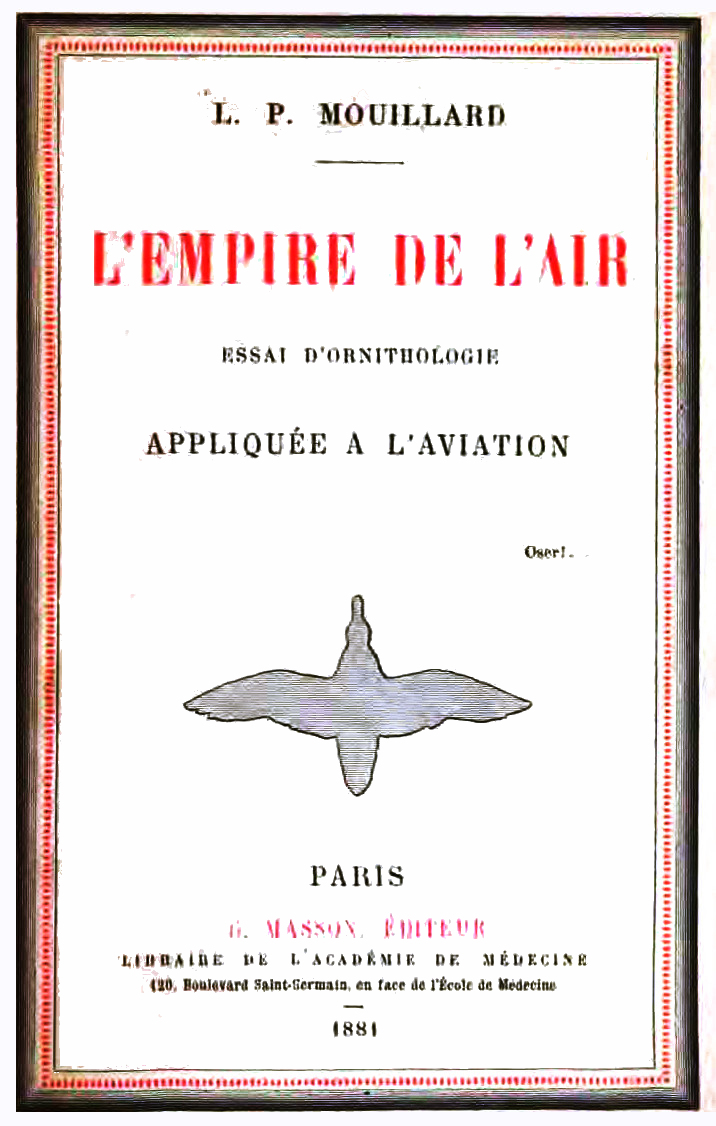
Titelseite von L'Empire de l'Air (1881) mit „Oser!“ (dt.: Wag es!)

Louis Pierre-Marie Mouillard (* 30. September 1834 in Lyon; † 20. September 1897 in Kairo) war ein französischer Ingenieur des 19. Jahrhunderts und Pionier des Flugzeugbaus. Seine teilweise aus der Erforschung des Vogelflugs in Alexandria abgeleiteten Thesen wurden später durch die Brüder Wright übernommen.
Er ist Autor von zahlreichen Essays, darunter das berühmteste, „Das Reich der Lüfte“ (L'empire de l'air), in dem er erstmals Gleiter mit fester Tragfläche beschrieb. Das 1881 in Frankreich veröffentlichte Buch wurde innerhalb weniger Jahre zu einem weltweit anerkannten Klassiker. In diesem Werk führte er unter anderem das Prinzip der „Flügelverwindung“, einem Vorläufer der Querrudersteuerung, sowie die Idee eines Motorflugzeuges (aéroplane à moteur) aus. Die englische Übersetzung wurde 1893 durch die Smithsonian Institution unter dem Titel „The Empire Of The Air“ herausgegeben.
Mouillard experimentierte ab 1856 mit Gleitflugzeugen. Obwohl seine eigenen Gleiter erfolglos blieben, begriff er schnell die Wichtigkeit des Gleitfluges für die Zukunft der Luftfahrt – eine Ansicht, die später Otto Lilienthal teilte.
Ihm zu Ehren trägt der Mouillard-Gletscher in der Antarktis seinen Namen.